# タワーオブロンドン
タワーオブロンドン（欧字名:Tower of London 香:倫敦塔、2015年2月9日 - ）は、日本の競走馬・種牡馬。主な勝ち鞍は2019年のスプリンターズステークス、京王杯スプリングカップ、セントウルステークス、2017年の京王杯2歳ステークス、2018年のアーリントンカップ。
馬名の由来は「ロンドン塔」。

## 経歴

### デビュー前
2015年2月9日、北海道日高町のダーレー・ジャパン・ファームで持込馬として誕生。母の初仔ということもあり当歳時はやや小柄であったが、離乳後から一気に成長を遂げる。1歳秋からの中間育成においては、ダーレー・ジャパン・ファームの同世代の馬の中では断トツの馬格と幅と筋肉量の持ち主になっていた。

### 2歳（2017年）
7月29日、札幌競馬場での新馬戦で鞍上クリストフ・ルメールでデビュー。追い切りが仕上がり途上だったため2番人気に留まったが、2馬身半差で逃げ切って新馬勝ち。2戦目のクローバー賞（OP）では一旦先頭に立つもダブルシャープに差し返されて2着となる。距離を100m短縮したききょうS（OP）ではノーステッキで後続を突き放して圧勝。鞍上のルメールは「次のロードカナロアです」と絶賛した。
続く京王杯2歳ステークス（GII）では中団待機から上がり3F33秒2の豪脚で突き抜け、2着カシアスに2馬身差をつけて重賞初制覇を果たした。朝日杯フューチュリティステークス（GI）ではダノンプレミアムに次ぐ2番人気に支持される。直線でインコースを突いて追い上げるも、ダノンプレミアムには突き放され、ステルヴィオにも交わされての3着に終わった。レース後、ルメールは「もう少し短い距離の方がよさそうです」とコメントした。

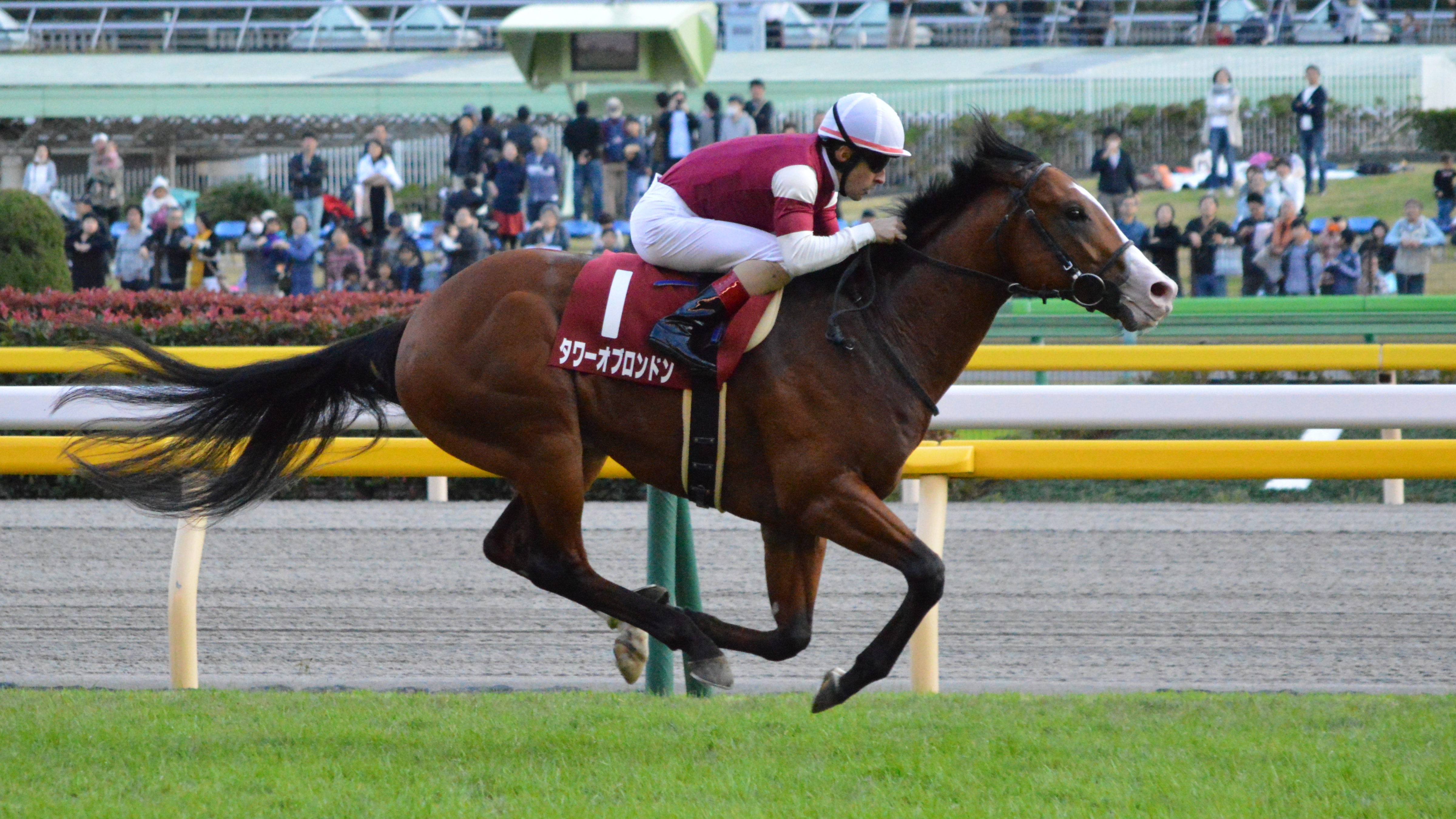
京王杯2歳S
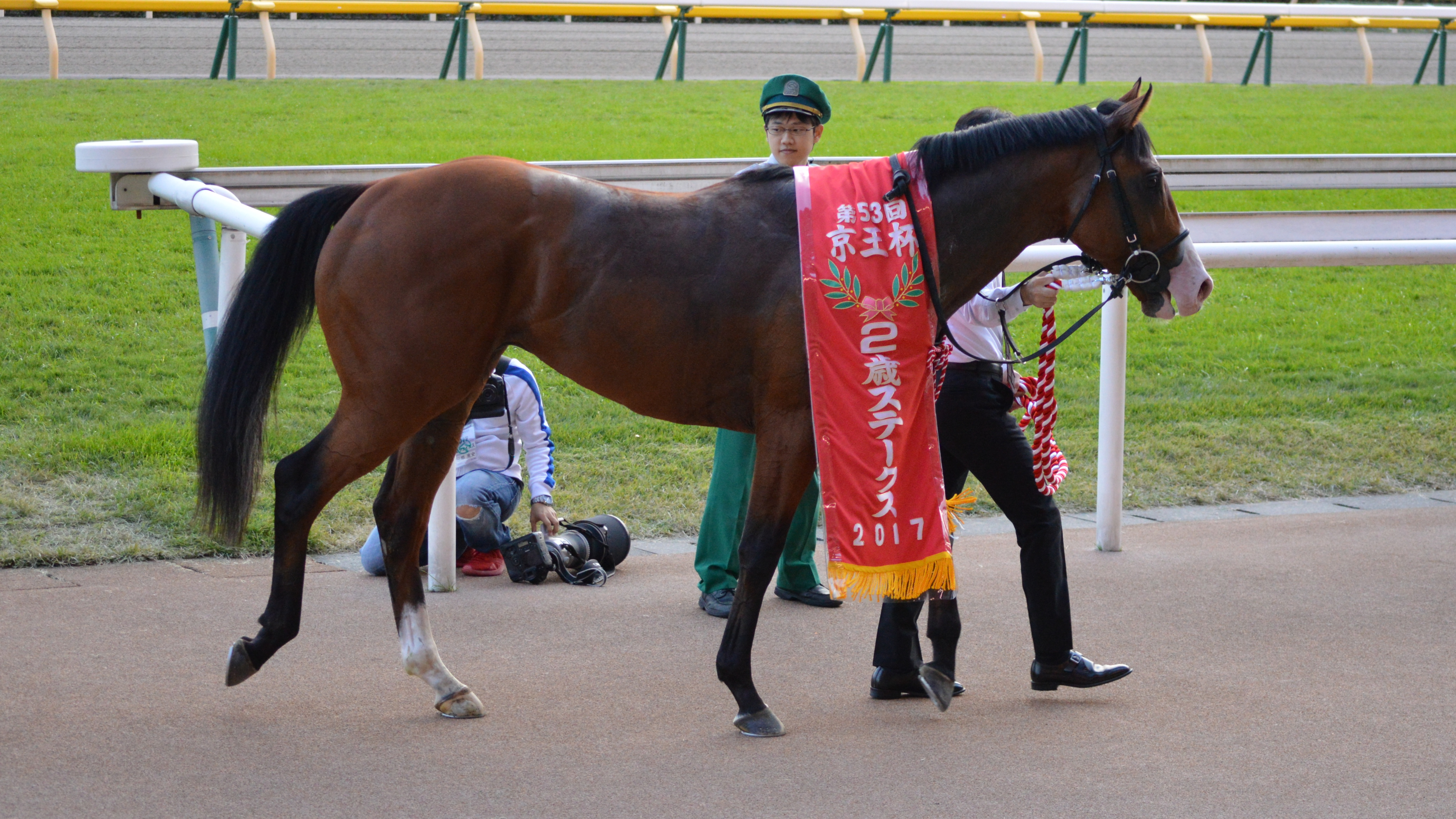
表彰式

### 3歳（2018年）
4月14日のアーリントンカップ（GIII）から始動。勝ち鞍のないマイル戦ながら1番人気に推されると、中団後方から直線鋭く伸びて重賞2勝目を挙げた。勝ち時計1分33秒4はレースレコードだった。
NHKマイルカップ（GI）でも本命視されたが、スタートで躓き、直線も前にスペースがなくほとんど追うことができないまま12着に終わった。これにより、計画されていたイギリス・ロイヤルアスコット開催への参戦も白紙となった。その後は安田記念（GI）出走を目指して調整されたが、レース4日前に体調を考慮しての回避が発表された。
秋はキャピタルステークスから復帰、鞍上も短期免許で来日していたゴドルフィンの主戦ウィリアム・ビュイック騎手を配し、後方から追い込み2着となった。

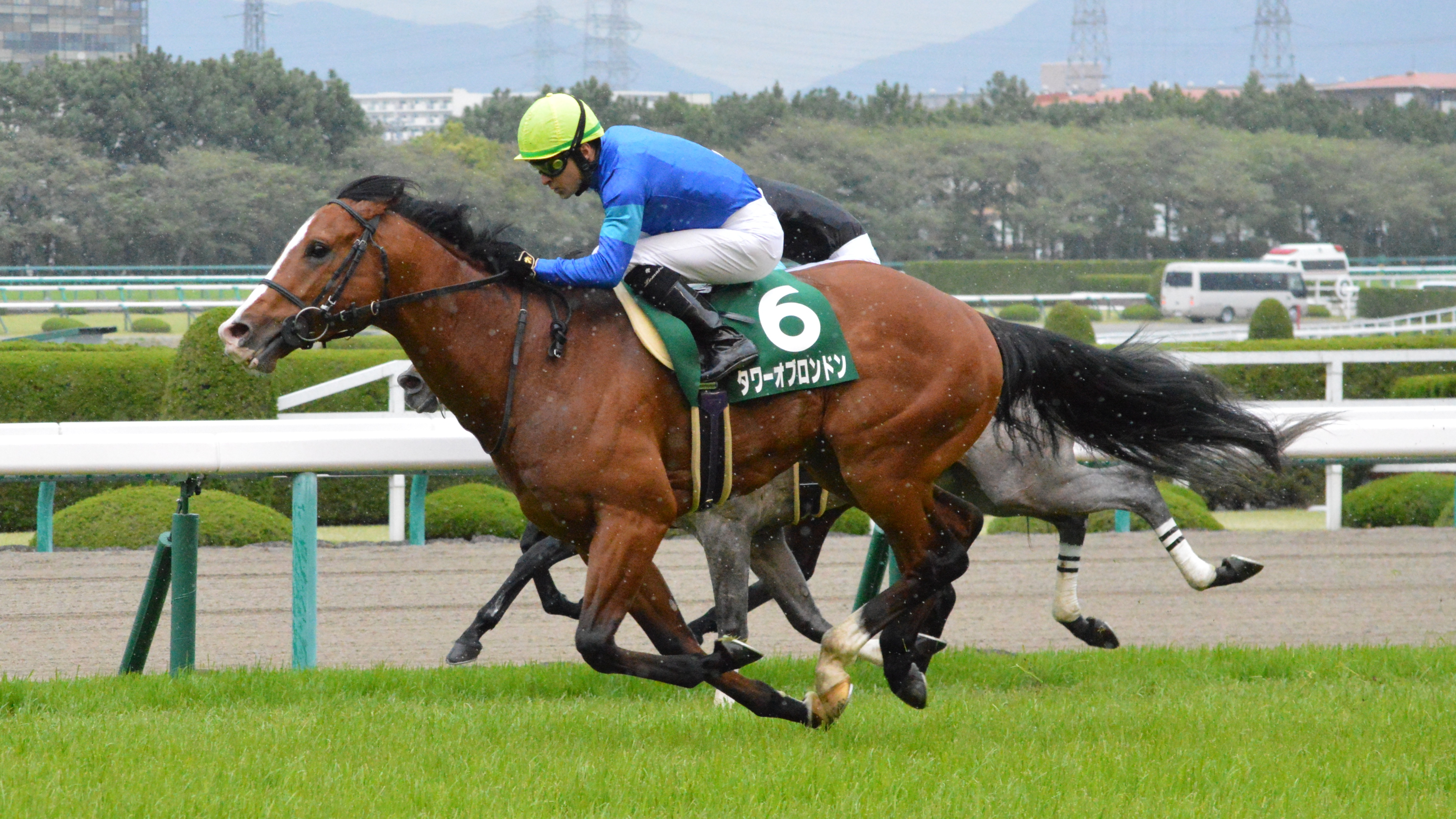
アーリントンC
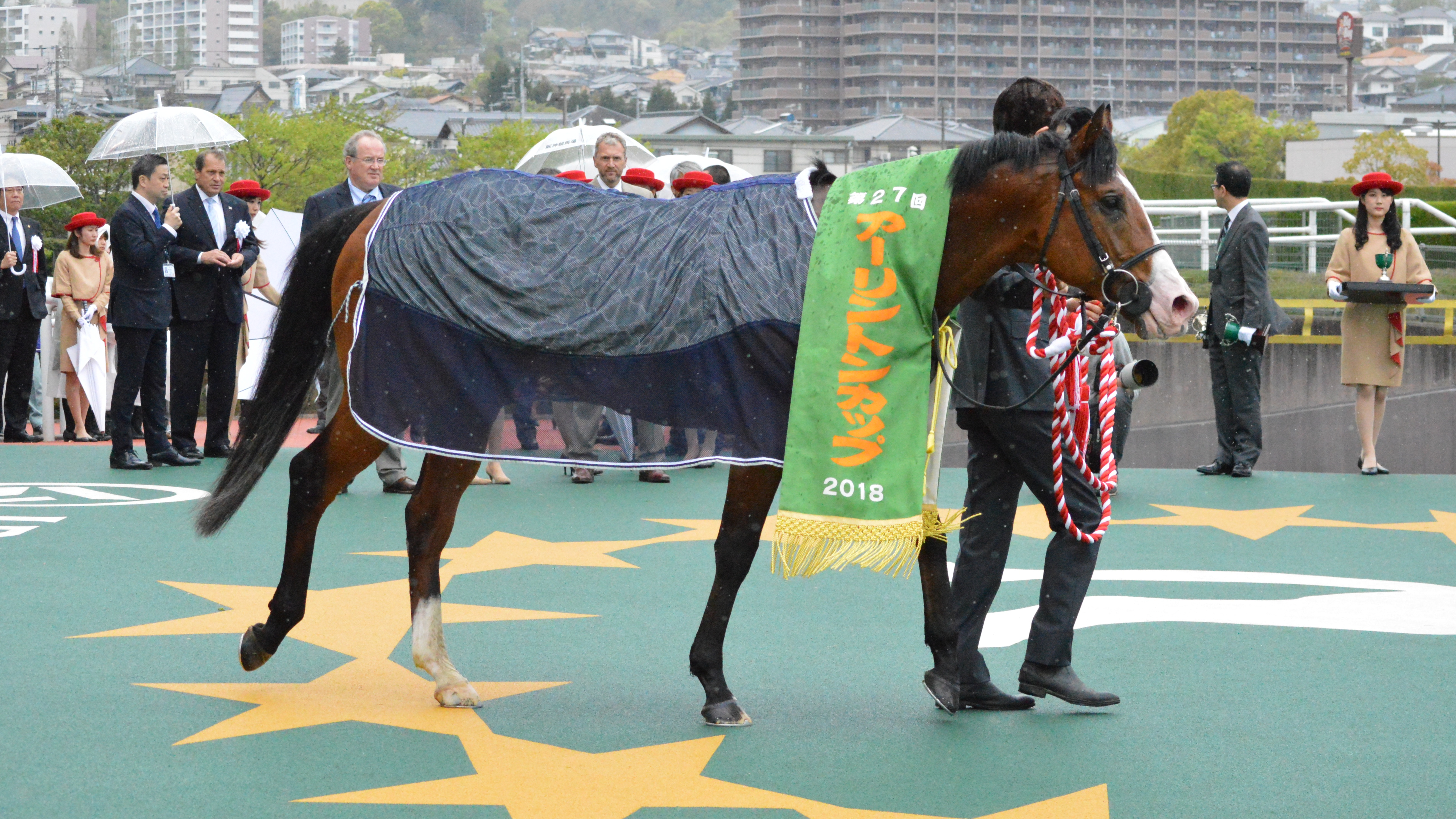
表彰式
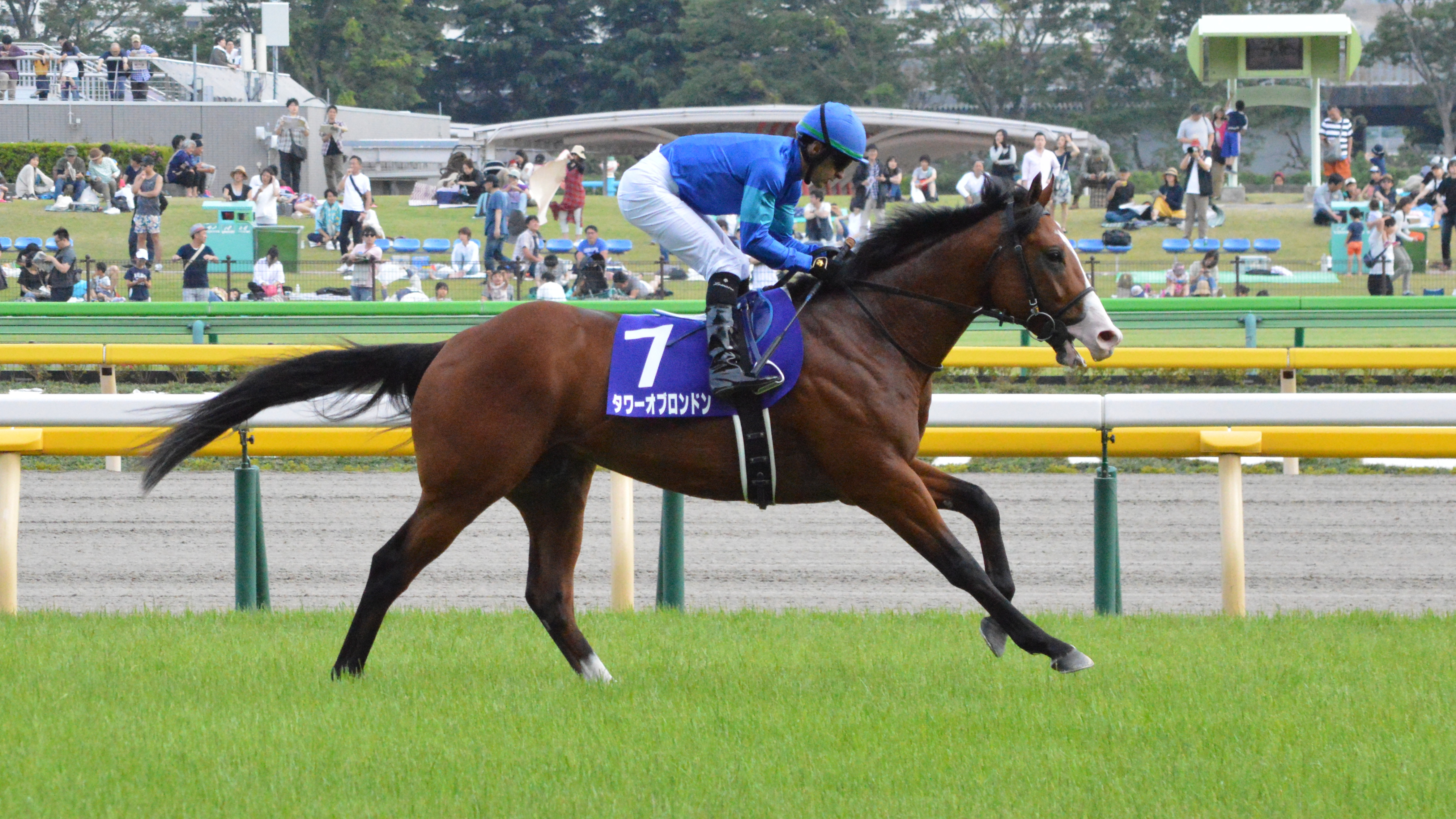
NHKマイルC

### 4歳 （2019年）
東京新聞杯から始動し、鞍上が再びルメール騎手に戻ったここは上がり馬のインディチャンプに次ぐ2番人気に推されたがプラス10キロの馬体増の影響で末脚が不発し5着に敗れた。
その後は短期免許で来日していたオーストラリアの若手ダミアン・レーン騎手を鞍上に迎えて京王杯スプリングカップに出走。1番人気に推されると道中は折り合いに専念。直線では鋭い伸びを見せて、コースレコードを叩き出し優勝。重賞3勝目を飾った。鞍上のレーンは来日3週目で早くも重賞2勝目を挙げた。
登録していた安田記念は回避し、函館スプリントSへ再びレーン騎手鞍上で出走。JRA禁止薬物騒動の影響で登録13頭の内6頭が競走除外となる中、1番人気に推される。レースでは上がり3F33秒5のメンバー最速の末脚を発揮するも、逃げたカイザーメランジェを捉えきれず、またアスターペガサスにもクビ差届かず3着に敗れた。
鞍上がルメールに戻ったキーンランドカップでは、ダノンスマッシュに次ぐ2番人気に推される。レースはダノンスマッシュが優勝。その後続いて同時入線したリナーテとの写真判定の末、ハナ差の2着になった。
中1週のローテーションで臨んだセントウルステークス（GII）では、当年の高松宮記念を勝ったミスターメロディを抑えて1番人気に推される。レースでは道中中団を進むと、直線残り約400mで鋭い末脚を発揮、後続を一気に突き放すレコード勝ちで圧勝。重賞4勝目を飾ると共に、スプリンターズステークスの優先出走権を獲得した。
秋のスプリント王者決定戦スプリンターズステークスでは主戦のルメールが同厩舎の桜花賞馬グランアレグリアに騎乗予定のため、浜中俊との初コンビで参戦を予定していた。しかし、グランアレグリアが左前脚の蹄の炎症により回避することが決まり、ルメールの継続騎乗が実現した。同じくG1初制覇を狙うダノンスマッシュとの二強対決が注目され、そのダノンスマッシュから僅差の2番人気に推されると、レースでは中団でじっくり折り合いをつけ、直線で外に持ち出すと鋭い伸び脚で逃げるモズスーパーフレアを半馬身差で差し切り悲願のGI初制覇を成し遂げた。

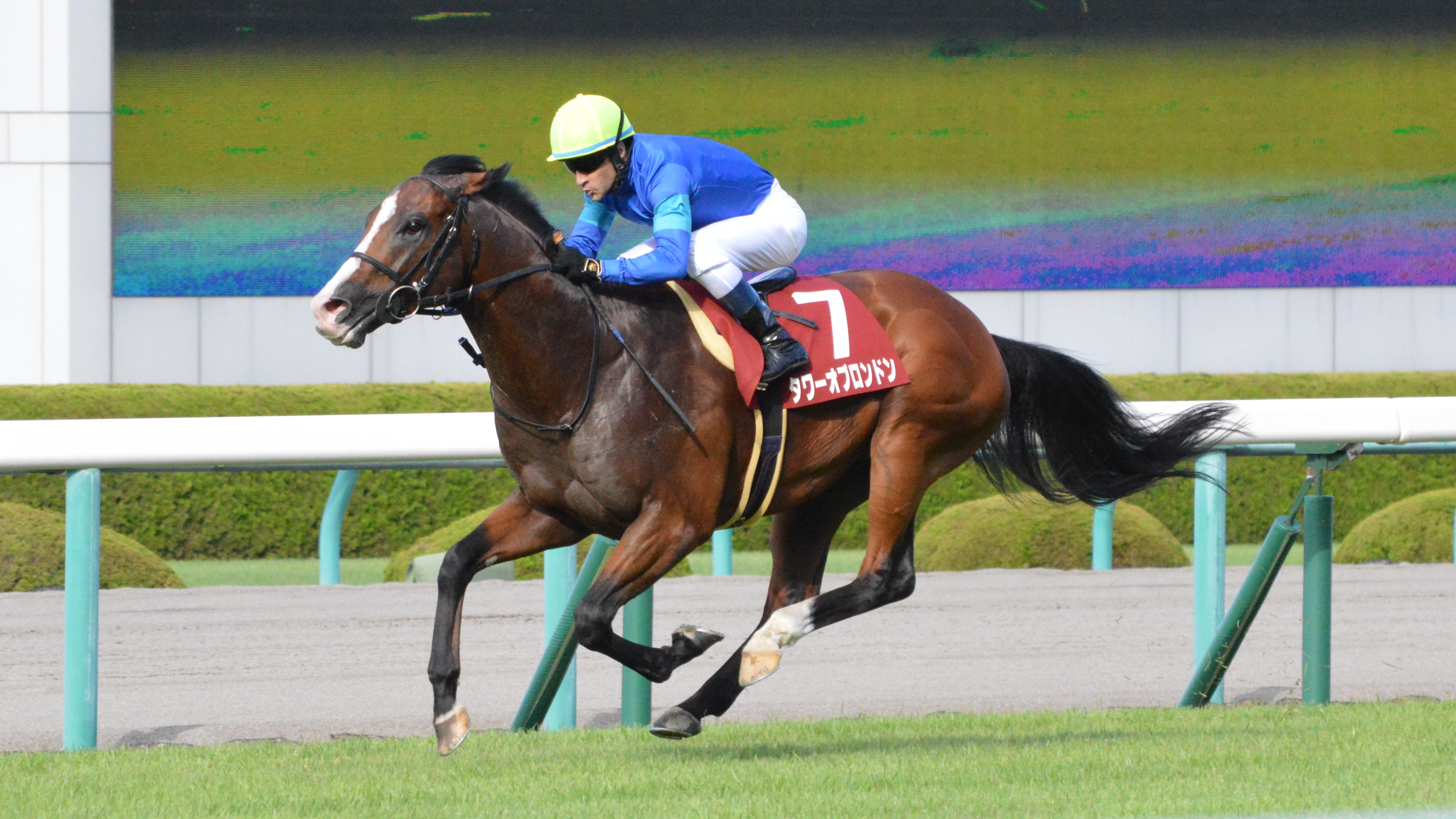
セントウルS
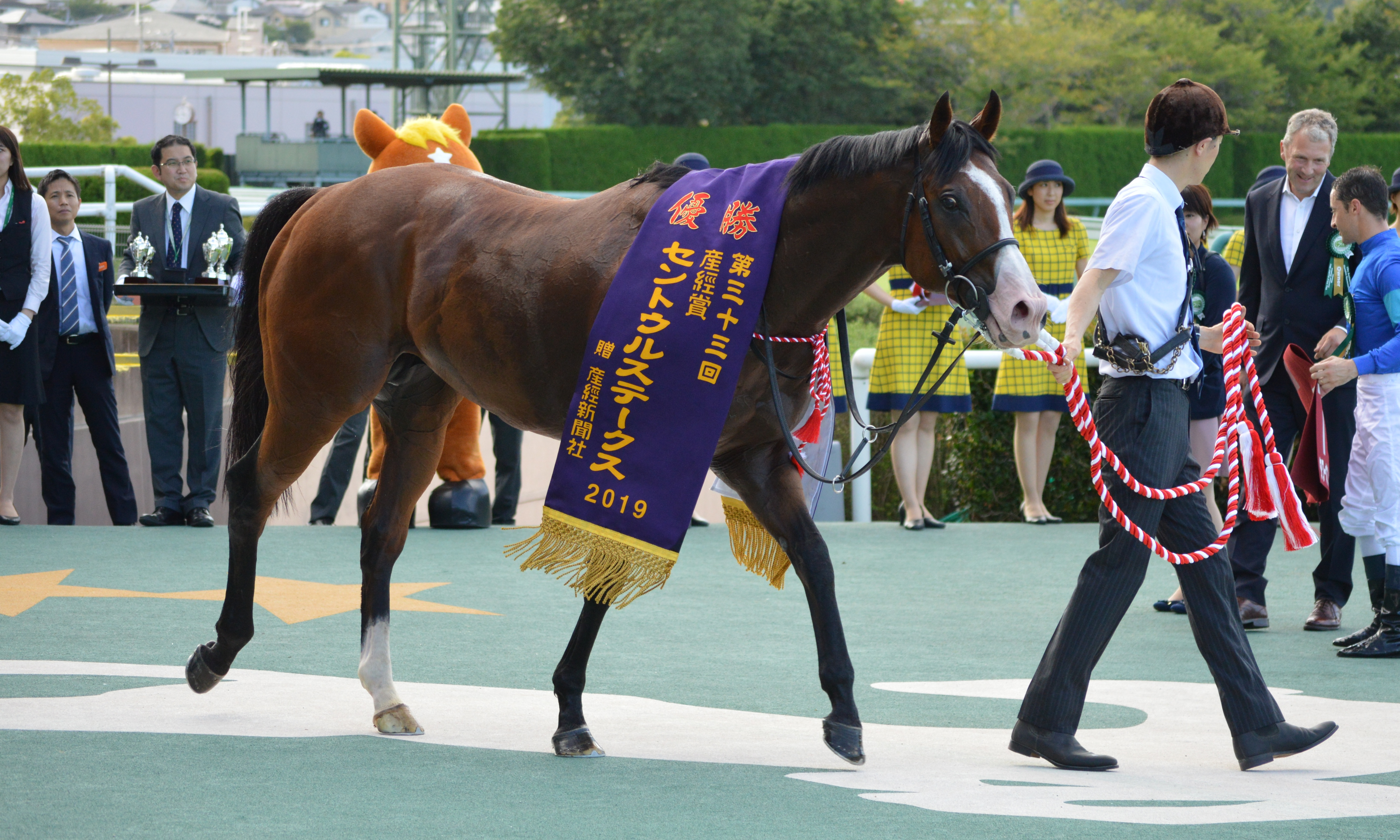
表彰式
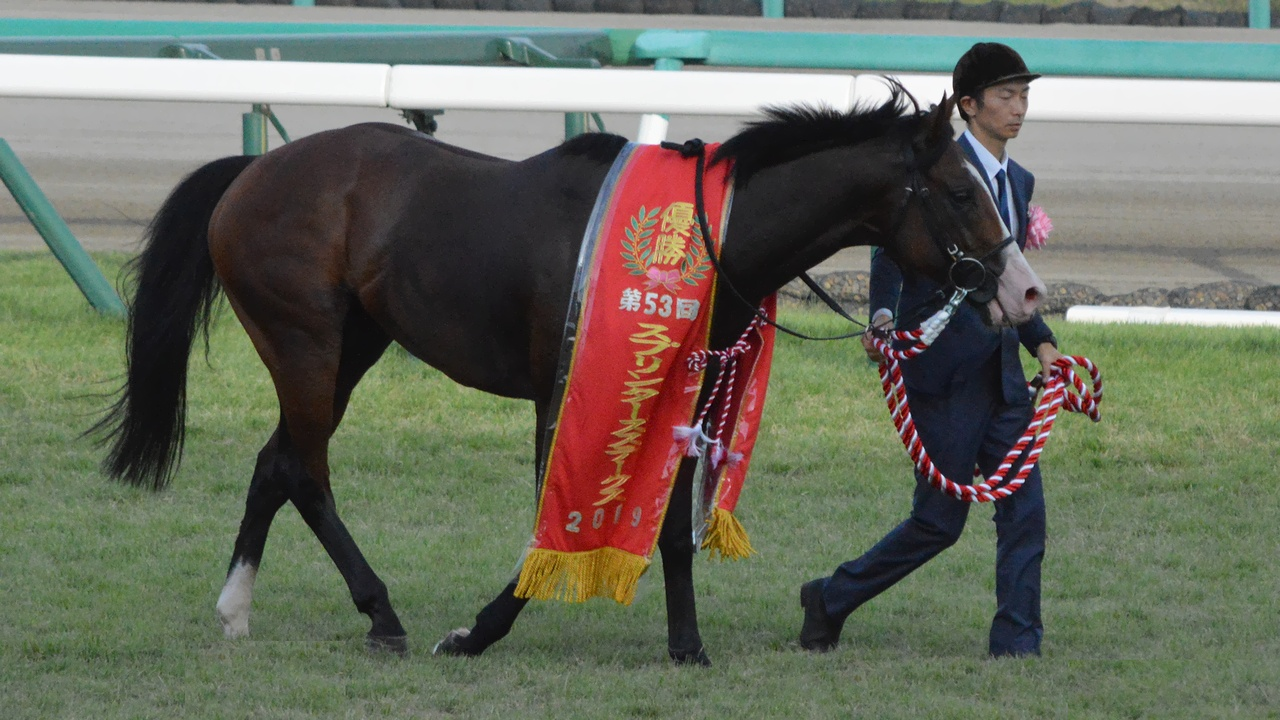
スプリンターズS

### 5歳（2020年）
この年はオーシャンステークスから始動。ここでもダノンスマッシュと人気を分け合う形となり、最終的に2番人気となった。レースではスタート後後方に位置取り、直線手前で6番手に進出、終いまで末脚を伸ばすが、勝ち馬らから離された3着となった。鞍上のルメールは斤量差や休み明けだった事を敗因に挙げた。
続く高松宮記念では当初、主戦のルメールが当日ドバイで騎乗するため、短期免許で来日中のライル・ヒューイットソンを鞍上に迎える予定であったが、同じくドバイで騎乗予定だった福永祐一が新型コロナウイルス感染拡大の影響で渡航を中止したため、最終的に福永を鞍上に迎えることとなった。ダノンスマッシュをはじめ、昨年の阪神カップを圧勝した桜花賞馬グランアレグリア、モズアスコットやノームコアといったマイルGI馬も参戦する豪華メンバーの中、春秋スプリント制覇を期待され1番人気に推されたが、結果は12着と大敗。鞍上の福永はレース後、「4コーナーまで抜群（の手応え）で、満を持して追い出したけど、トモ（後肢）が流れて手応えほど伸びなかった」とコメントした。
高松宮記念後は、連覇を狙う京王杯スプリングカップに出走。ルメールに鞍上が戻り、1番人気に支持されたが、結果は8着で、連覇はならなかった。
その後、休養を経て香港に遠征し香港スプリントに出走したが13着と大敗し、このレースを最後に現役引退。北海道日高町のダーレー・ジャパン・スタリオン・コンプレックスで種牡馬入りする。初年度となる2021年の種付料は150万円。ダーレー・ジャパンの加治屋正太郎ノミネーションマネジャーは「傑出したスピード、世界的名門ファミリー。重要なファクターを併せ持つタワーオブロンドンには、種牡馬として現役時以上に期待しています」とコメントした。

## 種牡馬入り後
2024年5月30日船橋競馬第3競走・ライラックデビュー2歳新馬をパンクビートが勝ち、産駒の初勝利となった。
2024年11月2日の京王杯2歳ステークスでパンジャタワーが産駒の重賞初制覇。また同馬は2025年5月11日のNHKマイルカップも制し初年度産駒からGIホースを輩出することとなった。

### 主な産駒
太字はGIレースを表す

#### グレード制重賞優勝馬
- 2022年産
  - パンジャタワー（2024年京王杯2歳ステークス、2025年NHKマイルカップ）

#### 地方重賞優勝馬
- 2022年産
  - サンカリプソ（2025年サファイア賞）

## 競走成績
以下の内容は、netkeiba.comおよび香港ジョッキークラブの情報に基づく。
| 競走日     | 競馬場 | 競走名          | 格   | 距離（馬場）  | 頭 数 | 枠 番 | 馬 番 | オッズ （人気） | 着順 | タイム （上がり3F） | 着差  | 騎手          | 斤量 [kg] | 1着馬（2着馬）         | 馬体重 [kg] |
| ---------- | ------ | --------------- | ---- | ------------- | ----- | ----- | ----- | --------------- | ---- | ------------------- | ----- | ------------- | --------- | ---------------------- | ----------- |
| 2017.07.29 | 札幌   | 2歳新馬         |      | 芝1500m（良） | 9     | 8     | 8     | 004.00（2人）   | 01着 | R1:30.4（35.3）     | -0.4  | RC.ルメール   | 54        | （キルロード）         | 516         |
| 0000.08.20 | 札幌   | クローバー賞    | OP   | 芝1500m（良） | 11    | 8     | 10    | 001.70（1人）   | 02着 | R1:30.9（35.6）     | -0.1  | RC.ルメール   | 54        | ダブルシャープ         | 522         |
| 0000.09.23 | 阪神   | ききょうS       | OP   | 芝1400m（良） | 11    | 8     | 11    | 001.80（1人）   | 01着 | R1:21.7（35.2）     | -0.6  | RC.ルメール   | 54        | （バーニングペスカ）   | 512         |
| 0000.11.04 | 東京   | 京王杯2歳S      | GII  | 芝1400m（良） | 11    | 1     | 1     | 001.80（1人）   | 01着 | R1:21.9（33.2）     | -0.3  | RC.ルメール   | 55        | （カシアス）           | 516         |
| 0000.12.17 | 阪神   | 朝日杯FS        | GI   | 芝1600m（良） | 16    | 2     | 3     | 003.90（2人）   | 03着 | R1:33.9（34.0）     | -0.6  | RC.ルメール   | 55        | ダノンプレミアム       | 518         |
| 2018.04.14 | 阪神   | アーリントンC   | GIII | 芝1600m（良） | 13    | 5     | 6     | 003.10（1人）   | 01着 | R1:33.4（34.2）     | -0.1  | RC.ルメール   | 56        | （パクスアメリカーナ） | 510         |
| 0000.05.06 | 東京   | NHKマイルC      | GI   | 芝1600m（良） | 18    | 4     | 7     | 002.60（1人）   | 12着 | R1:33.8（35.1）     | -1.0  | RC.ルメール   | 57        | ケイアイノーテック     | 510         |
| 0000.11.24 | 東京   | キャピタルS     | OP   | 芝1600m（良） | 14    | 6     | 9     | 003.90（2人）   | 02着 | R1:32.6（32.4）     | -0.0  | RW.ビュイック | 56        | グァンチャーレ         | 516         |
| 2019.02.03 | 東京   | 東京新聞杯      | GIII | 芝1600m（良） | 15    | 3     | 5     | 003.60（2人）   | 05着 | R1:32.3（34.2）     | -0.4  | RC.ルメール   | 57        | インディチャンプ       | 526         |
| 0000.05.11 | 東京   | 京王杯SC        | GII  | 芝1400m（良） | 15    | 5     | 9     | 003.60（1人）   | 01着 | R1:19.4（33.1）     | -0.1  | RD.レーン     | 56        | （リナーテ）           | 518         |
| 0000.06.16 | 函館   | 函館スプリントS | GIII | 芝1200m（稍） | 7     | 8     | 13    | 001.80（1人）   | 03着 | R1:08.6（33.5）     | -0.2  | RD.レーン     | 58        | カイザーメランジェ     | 518         |
| 0000.08.25 | 札幌   | キーンランドC   | GIII | 芝1200m（稍） | 16    | 4     | 7     | 004.70（2人）   | 02着 | R1:09.3（34.9）     | -0.1  | RC.ルメール   | 58        | ダノンスマッシュ       | 520         |
| 0000.09.08 | 阪神   | セントウルS     | GII  | 芝1200m（良） | 13    | 5     | 7     | 002.70（1人）   | 01着 | R1:06.7（33.2）     | -0.5  | RC.ルメール   | 57        | （ファンタジスト）     | 516         |
| 0000.09.29 | 中山   | スプリンターズS | GI   | 芝1200m（良） | 16    | 4     | 8     | 003.00（2人）   | 01着 | R1:07.1（34.3）     | -0.1  | RC.ルメール   | 57        | （モズスーパーフレア） | 514         |
| 2020.03.07 | 中山   | オーシャンS     | GIII | 芝1200m（良） | 16    | 1     | 1     | 002.50（2人）   | 03着 | R1:08.1（34.4）     | -0.7  | RC.ルメール   | 58        | ダノンスマッシュ       | 520         |
| 0000.03.29 | 中京   | 高松宮記念      | GI   | 芝1200m（重） | 18    | 5     | 9     | 003.80（1人）   | 12着 | R1:09.8（34.5）     | -1.1  | R福永祐一     | 57        | モズスーパーフレア     | 514         |
| 0000.05.16 | 東京   | 京王杯SC        | GII  | 芝1400m（稍） | 13    | 7     | 10    | 003.50（1人）   | 08着 | R1:20.4（33.3）     | -0.6  | RC.ルメール   | 58        | ダノンスマッシュ       | 516         |
| 0000.12.13 | 沙田   | 香港スプリント  | G1   | 芝1200m（良） | 14    | 12    | 6     | 035.00（9人）   | 13着 | R1:10.16            | -1.71 | 0W.ビュイック | 57        | Danon Smash            | 524         |

- タイム欄のRはコースレコード勝ちを示す。
- 香港のオッズ・人気は香港ジョッキークラブのもの。

## エピソード
- 2019年のクリストフ・ルメールは、JRAのGIを5勝（グランアレグリアの桜花賞、サートゥルナーリアの皐月賞、フィエールマンの天皇賞（春） 、アーモンドアイの天皇賞（秋）、タワーオブロンドンのスプリンターズステークス）しているが、ルメール自身が印象に残ったレースとして、三冠牝馬アーモンドアイを別にして考えると、「タワーオブロンドンのスプリンターズステークス」であったという[30]。

## 血統表
| タワーオブロンドンの血統             | タワーオブロンドンの血統                           | タワーオブロンドンの血統                           | （血統表の出典）                                   | （血統表の出典） |
| 父系                                 | ミスタープロスペクター系                           | ミスタープロスペクター系                           | ミスタープロスペクター系                           | [ § 2 ]          |
| 父 Raven's Pass 2005 栗毛            | 父の父Elusive Quality 1993 鹿毛                    | Gone West                                          | Mr. Prospector                                     | Mr. Prospector   |
| 父 Raven's Pass 2005 栗毛            | 父の父Elusive Quality 1993 鹿毛                    | Gone West                                          | Secrettame                                         |                  |
| 父 Raven's Pass 2005 栗毛            | 父の父Elusive Quality 1993 鹿毛                    | Touch of Greatness                                 | Hero's Honor                                       | Hero's Honor     |
| 父 Raven's Pass 2005 栗毛            | 父の父Elusive Quality 1993 鹿毛                    | Touch of Greatness                                 | Ivory Wand                                         |                  |
| 父 Raven's Pass 2005 栗毛            | 父の母Ascutney 1994 黒鹿毛                         | Lord at War                                        | General                                            | General          |
| 父 Raven's Pass 2005 栗毛            | 父の母Ascutney 1994 黒鹿毛                         | Lord at War                                        | Luna de Miel                                       |                  |
| 父 Raven's Pass 2005 栗毛            | 父の母Ascutney 1994 黒鹿毛                         | Right Word                                         | Verbatim                                           | Verbatim         |
| 父 Raven's Pass 2005 栗毛            | 父の母Ascutney 1994 黒鹿毛                         | Right Word                                         | Oratorio                                           |                  |
| 母 *スノーパイン Snow Pine 2010 芦毛 | 母の父Dalakhani 2000 芦毛                          | Darshaan                                           | Shirley Heights                                    | Shirley Heights  |
| 母 *スノーパイン Snow Pine 2010 芦毛 | 母の父Dalakhani 2000 芦毛                          | Darshaan                                           | Delsy                                              |                  |
| 母 *スノーパイン Snow Pine 2010 芦毛 | 母の父Dalakhani 2000 芦毛                          | Daltawa                                            | Miswaki                                            | Miswaki          |
| 母 *スノーパイン Snow Pine 2010 芦毛 | 母の父Dalakhani 2000 芦毛                          | Daltawa                                            | Damana                                             |                  |
| 母 *スノーパイン Snow Pine 2010 芦毛 | 母の母*シンコウエルメス 1993 鹿毛                  | Sadler's Wells                                     | Northern Dancer                                    | Northern Dancer  |
| 母 *スノーパイン Snow Pine 2010 芦毛 | 母の母*シンコウエルメス 1993 鹿毛                  | Sadler's Wells                                     | Fairy Bridge                                       |                  |
| 母 *スノーパイン Snow Pine 2010 芦毛 | 母の母*シンコウエルメス 1993 鹿毛                  | Doff the Derby                                     | Master Derby                                       | Master Derby     |
| 母 *スノーパイン Snow Pine 2010 芦毛 | 母の母*シンコウエルメス 1993 鹿毛                  | Doff the Derby                                     | Margarethen                                        |                  |
| 母系(F-No.)                          | Margarethen系(FN:2-f)                              | Margarethen系(FN:2-f)                              | Margarethen系(FN:2-f)                              | [ § 3 ]          |
| 5代内の近親交配                      | Northern Dancer5×4=9.38%、Mr. Prospector4×5＝9.38% | Northern Dancer5×4=9.38%、Mr. Prospector4×5＝9.38% | Northern Dancer5×4=9.38%、Mr. Prospector4×5＝9.38% | [ § 4 ]          |
| 出典                                 | 1. 2. 3. 4.                                        | 1. 2. 3. 4.                                        | 1. 2. 3. 4.                                        | 1. 2. 3. 4.      |

- 母スノーパインは現役時代フランスで走り2勝[4]。
- 2代母の半兄ジェネラスは、英ダービー、愛ダービー、キングジョージ6世&クイーンエリザベスダイヤモンドステークスなどの勝ち馬で、本邦輸入種牡馬。
- その他の近親に2016年の皐月賞勝ち馬ディーマジェスティ、2020年のステイヤーズステークス勝ち馬オセアグレイトなど[4]。